# Girls of Summer
«Girls of Summer» (en español, "Chicas de verano") es un sencillo de la banda estadounidense Aerosmith. La canción fue escrita por Steven Tyler, voz principal de la banda, Joe Perry, guitarrista, y Marti Frederiksen, escritor de canciones profesional. Lanzado en 2002, es el único sencillo del álbum de grandes éxitos O, Yeah! Ultimate Aerosmith Hits.
La canción logró posicionarse en el puesto 25 del conteo Mainstream Rock Tracks, y el videoclip, filmado en South Beach, aparece Jaime Pressly. Asimismo, el Girls of Summer Tour, que se realizó en compañía de Kid Rock y de Run-D.M.C., y contó con 49 presentaciones en Estados Unidos y una en Canadá realizadas en la segunda mitad de 2002, así como una presentación adicional en Japón, fue nombrado en honor a la canción.
Girls of Summer fue nominada a un Grammy en 2003 en la categoría Mejor Interpretación Rock por un Dúo o Grupo Vocal.